# Подлюбень
Подлюбень (пол. Podlubień) — село в Польщі, у гміні Сулеюв Пйотрковського повіту Лодзинського воєводства.
Населення — 152 особи (2011).
У 1975-1998 роках село належало до Пйотрковського воєводства.

## Демографія
Демографічна структура станом на 31 березня 2011 року:
|          | Загалом | Допрацездатний вік | Працездатний вік | Постпрацездатний вік |
| -------- | ------- | ------------------ | ---------------- | -------------------- |
| Чоловіки | 81      | 18                 | 54               | 9                    |
| Жінки    | 71      | 12                 | 36               | 23                   |
| Разом    | 152     | 30                 | 90               | 32                   |